# Latre
Latre est un village de la province de Huesca, situé à environ deux kilomètres au nord-est de la ville de Caldearenas, à laquelle il est rattaché administrativement. 
Il compte jusqu'à 292 habitants lors du recensement de 1860, mais sa population décline rapidement à partir des années 1920, jusqu'à atteindre 106 habitants lors du recensement de 1960 (Latre, jusqu'alors commune autonome, est alors rattachée à Caldearenas) et 19 habitants lors du recensement de 2021. 
L'église du village, dédiée à saint Michel, remonte à la deuxième moitié du XIIe siècle, avec des ajouts postérieurs (notamment une tour datée de 1608). Elle fait partie des églises du Serrablo. 